# A Love Supreme
A Love Supreme è il 16° album discografico di John Coltrane, pubblicato nel 1965. Ritenuto il capolavoro di Coltrane e uno dei lavori più importanti della storia del jazz, nel 2003, l'album è stato inserito alla posizione numero 47 nella lista dei 500 dischi migliori di sempre redatta dalla rivista Rolling Stone.

## Descrizione
(John Coltrane)

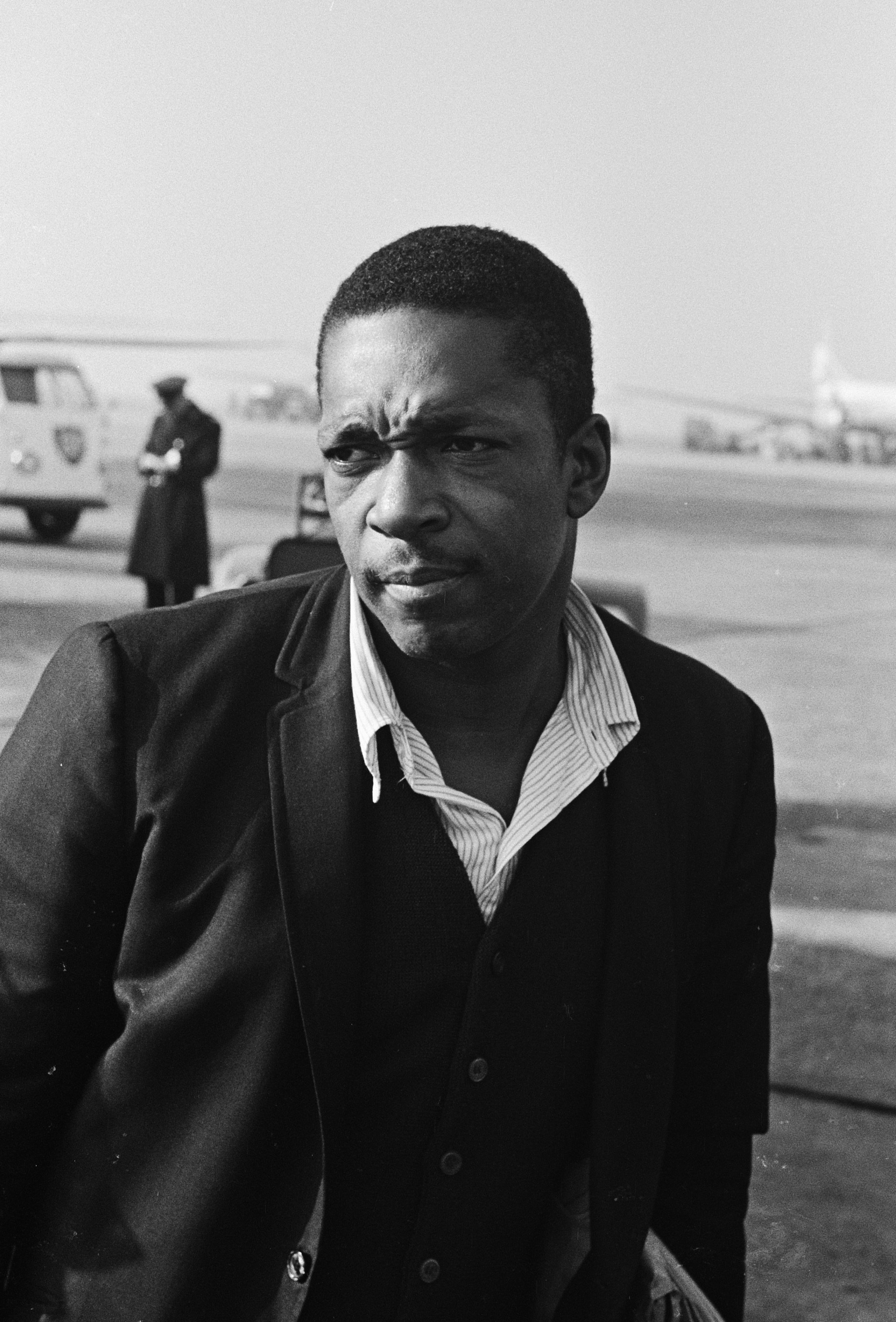
John Coltrane nel 1963

Venne registrato il 9 dicembre 1964 agli studi Van Gelder, a Englewood Cliffs, in New Jersey.
L'album è strutturato come una suite in quattro parti. Viene inteso come un album spirituale, che rappresenta la personale lotta per la purezza dell'artista. Sono quattro movimenti: Acknowledgement ("accettazione", "ammissione" ma anche "presa di coscienza"), Resolution ("risoluzione", "riconoscimento"), Pursuance ("conseguimento"), e Psalm ("salmo", "preghiera"), dedicati a Dio con un'intensità profonda e un'ispirazione fortissima, dall'ammissione iniziale con la frase di sassofono che si tramuta in una vera e propria enunciazione verbale di questo "amore supremo" verso un'entità soprannaturale ispiratrice, al salmo finale, sorta di ringraziamento in forma di preghiera assoluta. La quarta traccia, Psalm, è anche la "lettura" con il sassofono di una poesia dello stesso Coltrane inclusa nelle note di copertina, un movimento improvvisato sulla base del contenuto sillabico della stessa.
La musica contenuta nell'album segue uno schema accuratamente elaborato. Le quattro sezioni della suite rimandano a una specie di cammino spirituale. Le quattro parti hanno una forte connotazione drammaturgica, ognuna di loro contribuisce a creare un climax di tensione per poi raggiungere una distensione finale: la parte 1, introdotta da una sorta di fanfara e dal celebre riff ostinato di basso in fa, è il preludio alla scoperta del divino, la tensione cresce nella parte 2 per raggiungere poi l'apice nella parte 3, la sezione più veloce. Un lungo e melodico assolo di contrabbasso introduce l'ascoltatore alla quarta e ultima parte, il salmo finale di ringraziamento che si conclude ciclicamente con una fanfara simile a quella della parte 1 in modo da dare alla suite un andamento circolare e unitario che si riallaccia all'inizio della stessa. Oltre a una differenza di atmosfera, le parti centrali si differenziano dal pre e dal postludio anche per la forma: la 2 e la 3 presentano una struttura più jazzistica, suddivisa in ritornelli, ventiquattro battute nella seconda parte e un blues di dodici nella terza. La prima e la quarta invece sono più libere e non ancorate a una progressione di accordi ricorrente.
La prima composizione del disco, Acknowledgement, contiene il mantra: «A Love Supreme» ("Un amore supremo") che dà il titolo all'album, ripetuto più volte dallo stesso Coltrane alla fine della traccia. Fondamentalmente, tutto il concetto alla base dell'opera esprime la profonda gratitudine provata dall'artista verso un'entità superiore che lo ispira nel suo cammino. L'artista ammette che il talento da lui posseduto è dono di un potere soprannaturale spirituale più elevato.

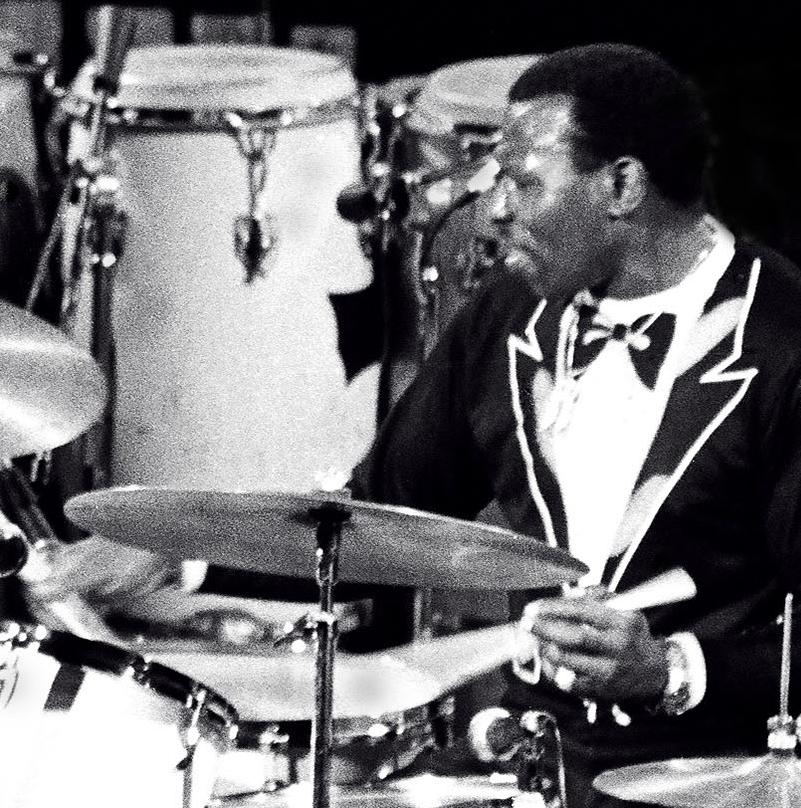
Elvin Jones alla batteria

### Ispirazione
(Dalle note di copertina scritte da John Coltrane per l'album A Love Supreme)
(John Coltrane)
Dopo aver completato i brani dell'album precedente, Crescent, che aveva segnato una svolta rispetto alle precedenti uscite su Impulse!, Coltrane era arrivato a concepire la sua musica come un'estensione del proprio sentimento religioso, che tendeva sempre più verso una specie di "religione universale" che inglobasse elementi un po' da tutte le religioni del mondo. L'artista voleva che l'album fosse una dichiarazione importante e perentoria. Scrisse lui stesso le note di copertina e vi incluse una sua poesia, scelse la foto di copertina, che lo ritrae di profilo con lo sguardo serio e pensieroso distolto dall'obiettivo.
L'elaborazione delle quattro parti che costituiscono la suite di A Love Supreme è essenzialmente da collocarsi in una pausa di cinque giorni che Coltrane si prese nella tarda estate del 1964. Ma la moglie di Coltrane, Alice Coltrane, ha dichiarato che l'idea di base dell'opera era molto più vecchia, e si basava su una visione che il musicista aveva avuto durante il servizio militare nel 1946 e che all'epoca non era riuscito a interpretare. In principio la suite era costituita da un ensemble di nove pezzi, tra i quali anche una sezione destinata a percussioni e strumentazioni latinoamericane, ma anche l'esecuzione come quartetto e numerosi passaggi caratteristici della suite (come la "recitazione" della preghiera in Psalm) erano già presenti a questo stadio di avanzamento dell'opera.

### Registrazione

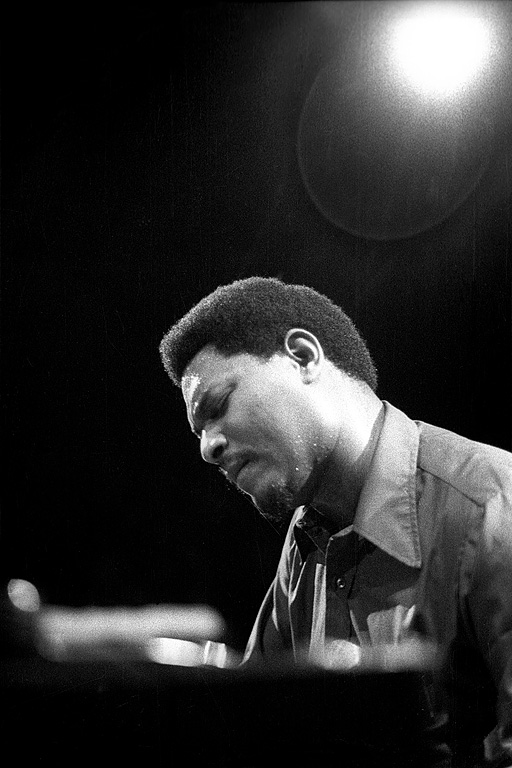
McCoy Tyner, pianista che lavorò a lungo con Coltrane

In origine, l'ingegnere del suono Rudy Van Gelder aveva impiantato nella casa dei suoi genitori a Hackensack in New Jersey uno studio di registrazione amatoriale. Successivamente, grazie alla popolarità acquisita collaborando con i maggiori musicisti jazz dell'epoca, Van Gelder decise di trasferire il proprio studio a Englewood Cliffs (a 20 minuti da Manhattan) e di creare uno studio vero e proprio. L'atrio era costituito da una camera con soffitto a volta, travi in legno, pareti con mattoni a vista e pavimento in cemento liscio, con tutto lo spazio necessario per contenere anche una grande orchestra. Lo studio e il nome di Van Gelder hanno tra i musicisti jazz quasi una connotazione mitica. Coltrane era legato a Van Gelder da una grande ammirazione reciproca e dall'etica del lavoro stesso: precisione e professionalità innanzitutto. Fu proprio qui, il 9 dicembre 1964, nel corso di una sola sessione iniziata alle otto e terminata a mezzanotte, che nacque la suite A Love Supreme, opera che si fece portatrice della spiritualità di un'intera generazione.
Coltrane entrò in studio di registrazione insieme al suo quartetto (Garrison, Jones, e Tyner) avendo scritto solo delle bozze dei pezzi di ogni sezione della suite, confidando nel fatto che sarebbe stato il gruppo stesso a svilupparne i temi con l'ausilio dell'improvvisazione e dell'ispirazione del momento. Il modo in cui Coltrane preparò i suoi collaboratori fu figlio della scuola di Miles Davis. Bob Thiele, il produttore della sessione, affermò che i musicisti di Coltrane videro la musica di A Love Supreme per la prima volta in sala di incisione, senza averla mai provata in precedenza. Anche McCoy Tyner e Elvin Jones hanno affermato che di musica scritta non ce n'era, a parte qualche appunto, sostanzialmente gli altri tre dovevano seguire quanto facesse Trane e, per il batterista, il vero problema fu capire quanto veramente durassero i brani in fieri. Coltrane poté agire in questo modo per due grandi ragioni: l'ormai consolidata affinità tra i quattro musicisti e la familiarità con molte delle melodie della suite, le quali erano già state esplorate da Coltrane durante le esibizioni dal vivo. John Slate, prima di suonare con Woody Herman, ricorda di aver sentito il quartetto suonare su un palco alcune parti che poi sarebbero state in A Love Supreme. Una versione alternativa di Acknowledgement, la prima traccia, venne registrata il giorno successivo, il 10 dicembre 1964 ma Coltrane decise di non utilizzarla. In questa versione sono presenti il sassofonista Archie Shepp e il bassista Art Davis. Una esibizione live dell'intera suite venne registrata durante un concerto a Antibes, Francia, nel 1965, e fu rimasterizzata e pubblicata in versione doppio cd nel 2002 dalla Impulse! Records, insieme all'album originale e ad alcuni brani scartati durante le registrazioni.

## Descrizione dei brani

### Acknowledgement
Il primo suono udibile sull'album, un colpo di gong, indica istantaneamente che qualcosa è diversa dal solito. Subito dopo Coltrane suona con il sax una breve fanfara. Essa svolge la funzione di richiamare l'attenzione dell'ascoltatore, e anticipa l'importanza del messaggio seguente. Nel contesto di A Love Supreme, agisce come un dono spirituale di benvenuto, una benedizione. Dopo poco più di mezzo minuto, Garrison al contrabbasso inizia a suonare un ostinato in fa, un tema costituito sillaba per sillaba sulle cadenze del titolo dell'album. Questo famoso riff è una frase che appartiene agli elementi di base del blues e qui è un punto di riferimento inconfondibile. Mentre Garrison suona il tema, Jones lo accompagna in sottofondo al tamburo e ai piatti. Tyner si fa strada lentamente, suonando degli accordi di accompagnamento. Quindi Coltrane riprende di nuovo il comando suonando note al sax più ingombranti rispetto a prima, seguendo la struttura ritmica della linea di basso di Garrison. Dopo che la musica ha acquisito tratti meditativi, ecco giungere uno dei momenti più famosi e più intriganti dell'album: in una sequenza sistematica Coltrane suona il tema di quattro note per un totale di 37 volte, suonando una sequenza apparentemente casuale di tasti. Entra poi in scena la voce evocativa di Coltrane, che ripete come un mantra le parole «A Love Supreme ... A Love Supreme» per 19 volte. Quella che si ascolta nella traccia è una sovraincisione della voce di Coltrane raddoppiata, registrata il giorno successivo e aggiunta in seguito. La dissolvenza graduale della linea di basso suonata da Garrison conduce alla parte successiva della suite.

### Resolution
Se per Acknowledgement era bastata una sola take, per questa traccia ci vollero quattro tentativi abortiti e una versione non utilizzata, prima di arrivare alla versione finale al sesto tentativo. A differenza della prima parte della suite, la seconda parte torna a territori e atmosfere più familiari agli ascoltatori di musica jazz. Con il suo preludio apparentemente sottomesso, Garrison accresce le aspettative per l'entrata fragorosa del sax di Coltrane. Il suono tempestoso del sax tenore conduce la band attraverso un brano jazz oscillante in tempo 4/4. Tyner suona un assolo di pianoforte di alta intensità e passione, divenuto in seguito un modello per molti pianisti. Tyner e Coltrane qui sono perfettamente coordinati. Alla fine del pezzo Coltrane lascia il campo al pianista prima che il brano termini con un rullo di tamburi e un colpo di piatti da parte di Jones.

### Pursuance
La terza e la quarta parte della suite furono registrate in un'unica take. La loro lunghezza corrisponde esattamente alla durata dei nastri a 7 pollici utilizzati per la registrazione. L'introduzione di Pursuance è il momento clou di Elvin Jones sull'album. Il suo assolo di batteria è formato da diversi modelli ritmici per metà afro-cubani. Poi è la volta del secondo assolo personale di Tyner, che suona intonato in modo chiaro, conciso e veloce. La traccia si conclude con un assolo di contrabbasso, che verso la fine è sempre meditativo e malinconico.

### Psalm
Psalm è la conclusione malinconica di A Love Supreme. L'alterità del pezzo viene fuori più chiaramente se lo si confronta con quello precedente. È difficile identificare una struttura: metro e ritmo sono appena accennati. Tutto è giocato sull'emozione del pezzo. All'interno della copertina dell'album si trova una poesia scritta da Coltrane, che in seguito ricevette il titolo di A Love Supreme. Questa poesia determina il flusso del sax di Coltrane come un libretto d'opera. Coltrane non lo indica nelle note di copertina dell'album, ma espresse ai suoi compagni di gruppo la propria volontà di suonare seguendo il testo della preghiera. La sua drammatica conclusione alla suite si esplica in un flusso ininterrotto di note prima delle dissolvenze finali e del ritorno alla fanfara iniziale.

## Tracce
Musiche di John Coltrane.
1. Part 1: Acknowledgement – 7:47
2. Part 2: Resolution – 7:22
3. Part 3: Pursuance – 10:45
4. Part 4: Psalm – 7:08

### Deluxe edition (2002)
La deluxe edition in versione doppio CD di A Love Supreme pubblicata dalla Impulse! Records nel 2002 contiene l'album originale, quattro versioni alternative (due di Acknowledgement e due di Resolution), e l'intera esecuzione dal vivo della suite registrata durante un concerto a Antibes, in Francia, nel 1965.
Disc 1
| No. | Registrazione   | N. Take | Titolo                  | Durata |
| --- | --------------- | ------- | ----------------------- | ------ |
| 1.  | 9 dicembre 1964 | 90243   | Part 1: Acknowledgement | 7:43   |
| 2.  | 9 dicembre 1964 | 90244‒7 | Part 2: Resolution      | 7:20   |
| 3.  | 9 dicembre 1964 | 90245‒1 | Part 3: Pursuance       | 10:42  |
| 4.  | 9 dicembre 1964 | 90245‒1 | Part 4: Psalm           | 7:05   |

Disc 2
| No. | Registrazione    | N. Take | Titolo                           | Durata |
| --- | ---------------- | ------- | -------------------------------- | ------ |
| 1.  | 26 luglio 1965   | n/d     | Introduction by Andre Francis    | 1:13   |
| 2.  | 26 luglio 1965   | n/d     | Acknowledgement (Live)           | 6:11   |
| 3.  | 26 luglio 1965   | n/d     | Resolution (Live)                | 11:36  |
| 4.  | 26 luglio 1965   | n/d     | Pursuance (Live)                 | 21:30  |
| 5.  | 26 luglio 1965   | n/d     | Psalm (Live)                     | 8:49   |
| 6.  | 9 dicembre 1964  | 90244‒4 | Resolution (Alternate take)      | 7:25   |
| 7.  | 9 dicembre 1964  | 90244‒6 | Resolution (Incompleta)          | 2:13   |
| 8.  | 10 dicembre 1964 | 90246‒1 | Acknowledgement (Alternate take) | 9:09   |
| 9.  | 10 dicembre 1964 | 90246‒2 | Acknowledgement (Alternate take) | 9:22   |

## Formazione
Musicisti
- John Coltrane – sassofono tenore
- Jimmy Garrison – contrabbasso
- Elvin Jones – batteria
- McCoy Tyner – pianoforte

Altri
- Joe Alper – fotografia
- Jason Claiborne – grafico
- Michael Cuscuna – produttore del remastering
- Hollis King – direttore artistico
- Lee Tanner – fotografia
- Bob Thiele – produttore, foto di copertina
- Rudy Van Gelder – ingegnere del suono

## Accoglienza e influenza
| Recensione            | Giudizio |
| --------------------- | -------- |
| All About Jazz        |          |
| AllMusic              |          |
| Penguin Guide to Jazz |          |
| Pitchfork             |          |
| PopMatters            |          |
| Q                     |          |
| Rolling Stone (1985)  |          |
| Rolling Stone (2004)  |          |

A Love Supreme viene spesso citato nelle liste dei più grandi album di musica jazz di tutti i tempi. Anche il successo commerciale che riscosse all'epoca è insolito, raggiungendo le 500 000 copie vendute nel 1970, un successo molto al di sopra degli abituali standard di Coltrane che erano assestati sulle 30 000 copie. A ulteriore dimostrazione dell'importanza artistica del disco, il manoscritto originale dell'album è custodito al National Museum of American History come "patrimonio della storia culturale americana", nella collezione dello Smithsonian Institution.
L'influenza dell'album è stata molto ampia e diffusa in diversi ambiti. Musicisti come il tenorsassofonista Joshua Redman e la rockstar Bono Vox degli U2 hanno ammesso l'importanza del disco di Coltrane sul loro lavoro. I chitarristi John McLaughlin e Carlos Santana hanno indicato il disco come una delle loro influenze primarie agli inizi di carriera.
Descrivendo l'impressione ricevuta ascoltando l'esecuzione della suite da parte di Coltrane al festival jazz di Antibes nel '65, il critico Jean-Louis Comolli scrisse: « [...] senza dubbio il jazz non è stato mai portato a un tale punto di esaltazione, l'improvvisazione così vicino al delirio e la bellezza tanto vicino alla mostruosità, che è la perfezione sovrumana. Musica non celeste, ma infernale, in cui l'amore di Dio è la morte dell'uomo. In questo senso si deve parlare di vero misticismo a proposito di questo canto di gioia per mezzo della sofferenza, di serenità attraverso la follia e di bellezza per il tramite del terrore...»
L'impatto dell'album è stato così ampio da aver incoraggiato l'istituzione negli Stati Uniti d'America di una chiesa dedicata al musicista, la "St. John Will-I-Am Coltrane African Orthodox Church" di San Francisco. La chiesa venera Coltrane come un santo vero e proprio e basa le proprie funzioni su A Love Supreme.

### Adattamenti
Nell'album Infant Eyes del 1972, Doug Carn e la moglie Jean Carn diedero una loro reinterpretazione di Acknowledgement con alla voce Jean. John McLaughlin e Carlos Santana hanno registrato una versione per chitarra di Acknowledgement, che intitolarono A Love Supreme sul loro album-collaborazione del 1973 Love Devotion Surrender. All'epoca, entrambi erano devoti adepti del guru Sri Chinmoy.
Will Downing ha pubblicato una versione Rhythm and blues del tema principale di A Love Supreme, con la collaborazione della vedova di John, Alice Coltrane, che raggiunse la posizione numero 14 della classifica britannica nel 1988. I Gumball hanno registrato una versione rock/alternative/jazz di A Love Supreme inclusa come bonus track nella versione per il mercato giapponese del loro album Revolution on Ice del 1994. La suite è stata inserita anche nell'album del 2002 del Branford Marsalis Quartet intitolato Footsteps of our Fathers, e un'altra versione sempre a opera di Marsalis appare sul DVD A Love Supreme Live in Amsterdam. Il fratello di Branford, Wynton Marsalis ha inciso la suite nel 2003 con la Lincoln Center Jazz Orchestra.
Sezioni della suite sono state eseguite dal David Murray Octet, dai Ballistic Brothers, e dalla Bob Mintzer Big Band. Il Turtle Island String Quartet ha pubblicato l'album A Love Supreme nel 2007, disco che contiene la cover dell'intera suite di Coltrane, insieme ad altre reinterpretazioni di brani del sassofonista.
Nel 1995 Fabrizio Cassol e Kris Defoort hanno pubblicato l'album Variations on A Love Supreme.
Il cantante jazz Kurt Elling ha registrato una cover del brano Resolution per il suo album Man in the Air. In questa registrazione, Elling aggiunse una parte vocale nel suo caratteristico stile chiamato vocalese.